# Leptophis riveti
Leptophis riveti — вид змій родини вужевих (Colubridae). 

## Поширення
Вид поширений у тропічних лісах від Коста-Рики до Перу. 

## Опис
Тіло оливково-зеленого забарвлення, сягає 81,1 см завдовжки.